# Heuchera caespitosa
Heuchera caespitosa är en stenbräckeväxtart som beskrevs av Alice Eastwood. Heuchera caespitosa ingår i släktet alunrötter, och familjen stenbräckeväxter. Inga underarter finns listade i Catalogue of Life.